# Hrvatski radijski festival
Hrvatski radijski festival bio je godišnji glazbeni festival u Hrvatskoj. Festival je prvi put održan 1997. u Vodicama. Ondje se zadržao sve do 2002. kad je održan u Šibeniku. Nakon dvije godine u Šibeniku, Rijeka i Požega su postali suorganizatori festivala za festival u 2004. godini. 2005. i 2006. festival je održan u Trogiru, a 2007. u Hvaru. 2008. održan je u Opatiji, a 2010. prestao je postojati zbog financijskih razloga.
Festival je dodijeljivao više nagrada, od kojih je najznačajnija bila Grand Prix. Druge nagrade bile su: Nagrada slušatelja radijskih postaja, Nagrada glazbenih redakcija, Nagrada 24 sata, Nagrada po broju primljenih SMS poruka i Nagrada po broju internet glasova.
Od 2009. postojala je još jedna nagrada, Nagrada Toše Proeski koju je osvojila Nina Badrić.

## Pobjednici festivala
- 1997. - Nina Badrić za "Budi tu"
- 1998. - Sandi Cenov za "Sunce moje to si ti"
- 1999. - Alen Nižetić za "Noćas se rastaju prijatelji"
- 2000. - Ivana Banfić feat. Dino Merlin za "Godinama"
- 2001. - Colonia za "Za tvoje snene oči"
- 2002. - Colonia za "Oduzimaš mi dah"
- 2003. - Colonia za "C'est la vie"
- 2004. - Ivana Banfić za "Otisak prsta"
- 2005. - Miroslav Škoro za "Svetinja"
- 2006. - Tony Cetinski za "Sve je s tobom napokon na mjestu" (u pop-rock kategoriji ) i Marko Perković za "Tamo gdje su moji korijeni" (u zabavnoj kategoriji)
- 2007. - Toše Proeski za "Veži me za sebe" (u pop-rock kategoriji ) i Dražen Zečić za "Stani srce" (u zabavnoj kategoriji)
- 2008. - Nina Badrić feat. Ljiljana Petrović Buttler za "Kralj života mog" (u pop-rock kategoriji) i Baruni za "Svanut će jutro puno ljubavi" (u zabavnoj kategoriji)
- 2009. - Nina Badrić i Hari Mata Hari za "Ne mogu ti reći šta je tuga" (u pop-rock kategoriji) i Miroslav Škoro za "Domovina" (u zabavnoj kategoriji)

## Vanjske poveznice
- Službena stranica